# 武蔵松山カントリークラブ
武蔵松山カントリークラブ（むさしまつやまカントリークラブ）は、埼玉県東松山市の岩殿丘陵に広がるゴルフ場である。
飯能市にある飯能パークカントリークラブとは姉妹コースである。

## 所在地
- 埼玉県東松山市大字神戸字新沼2275-1

## コース情報
- 開場日
  - 1985年9月18日
- 設計者
  - 新井規矩雄
- 面積
  - 103.4万m2（31万坪）
- コース
  - 7,058Y（Out:3,544、In:3.514）　18ホールズ　パー72
- 休場日：毎週月曜日、12月31日、1月1日

## アクセス
- 鉄道
  - 東武東上線　高坂駅西口からクラブバス15分
- 道路
  - 関越自動車道　東松山インターチェンジから約4km